# Кислогубская ПЭС
Кислогу́бская ПЭС — экспериментальная приливная электростанция, расположенная в губе Кислая Баренцева моря, вблизи поселка Ура-Губа Мурманской области. Первая и единственная приливная электростанция России. Состоит на государственном учёте как памятник науки и техники (1995), в 2007 ей присвоено имя Л. Б. Бернштейна (1911—1996), гидростроителя, автора её проекта. Наименьшая по установленной мощности из четырёх действующих в мире в настоящее время ПЭС, вторая по времени запуска (после запущенной в 1966 году французской ПЭС Ля-Ранс).

## Общие сведения

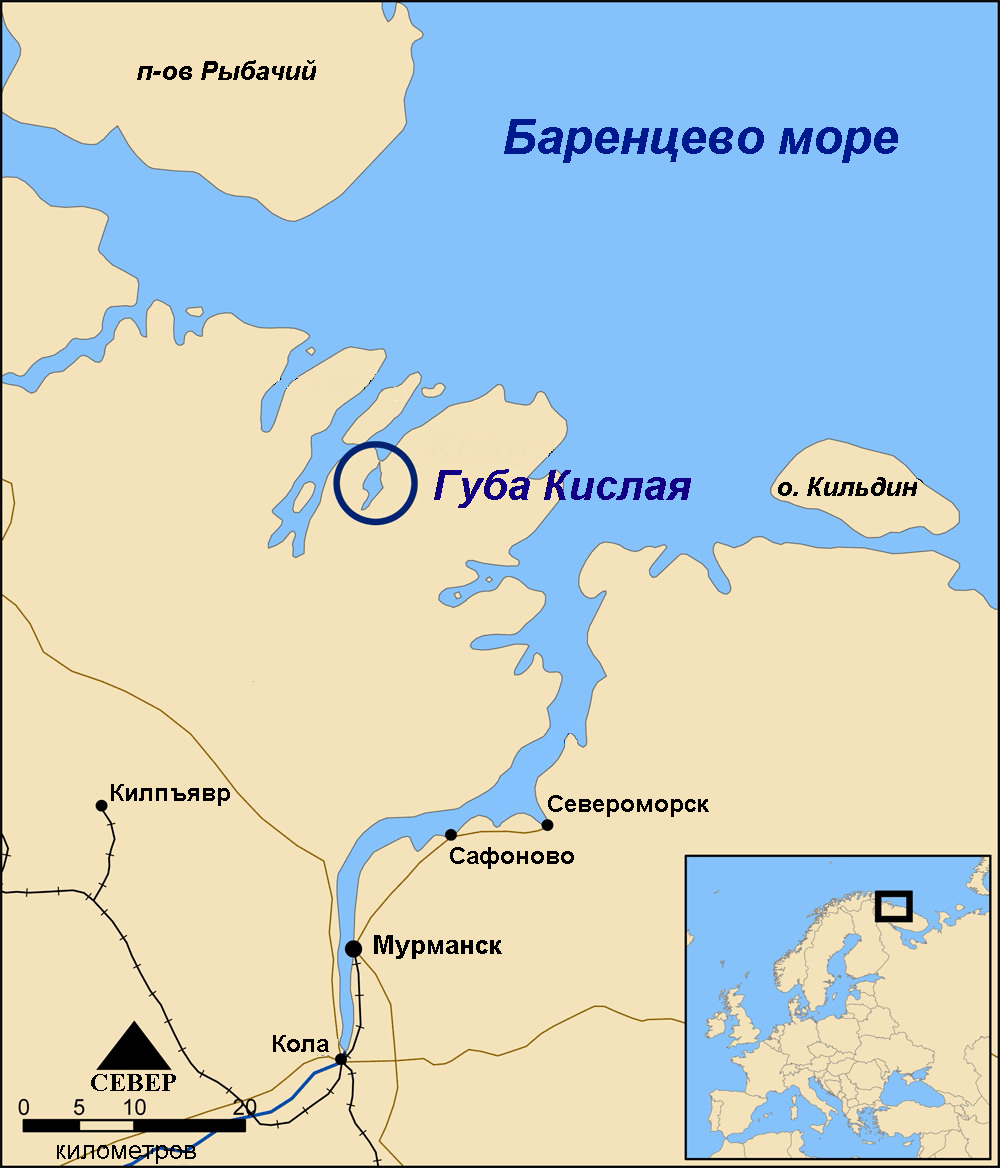
Губа Кислая на карте

Установленная мощность станции — 1,7 МВт (первоначально 0,4 МВт).
Гидроагрегаты станции находятся на плотине, пересекающей северную оконечность губы Кислая — узкого фиорда длиной 3,5 км, высота приливов в котором колеблется от 1,1 до 3,9 м. Плотина имеет длину около 30 м и отсекает Кислую губу от Ура-губы, которая непосредственно открывается в море. Площадь водного зеркала бассейна ПЭС в зависимости от уровня воды изменяется от 0,97 до 1,5 км2, средняя глубина 12,5 м, имеются котловины глубиной до 36 м.
Конструктивно станция состоит из двух частей — старой, постройки 1968 года, и новой, постройки 2006 года. Новая часть присоединена к одному из двух водоводов старой части. На 2023 год ПЭС состоит из двух ортогональных гидроагрегатов — один мощностью 0,2 МВт (диаметр рабочего колеса 2,5 м, находится в старом здании) и один ОГА-5,0 м мощностью 1,5 МВт (диаметр рабочего колеса 5 м, находится в новом здании). Гидротурбины двустороннего действия (работающие как на приливном, так и на отливном течении) изготовлены ФГУП «ПО Севмаш», генераторы — ООО «Русэлпром»
На береговой площадке расположены подстанция открытого распределительного устройства, жилой дом для обслуживающего персонала, складские помещения, гараж и водопроводная магистраль, подающая воду из горного озера.
Капитальные затраты на постройку электростанции (на момент пуска) составили 22,98 тыс. долларов США на 1 киловатт установленной мощности. Созданный в 2007 году новый энергоблок ПЭС с установленной мощностью 1,5 МВт характеризуется капитальными затратами 9,9 тыс. долларов/кВт.
Кислогубская ПЭС принадлежит ООО «Русское море — Аквакультура».
На территории ПЭС находится также научная база Полярного научно-исследовательского института морского рыбного хозяйства и океанографии им. Н.М. Книповича с опытным участком марикультуры.
Электростанция эксплуатируется в системе «Колэнерго» и входит в состав каскада Туломских ГЭС.

## История создания и эксплуатации
Кислогубская ПЭС была сооружена в 1964—1968 годах по проекту института «Гидропроект». Главный инженер проекта и строительства Л. Б. Бернштейн, который обследовал Кольское побережье и выбрал место размещения будущей ПЭС ещё в 1938 году, будучи студентом Московского инженерно-строительного института (обоснованию строительства ПЭС был посвящён его дипломный проект). Предложения по строительству Кислогубской ПЭС в 1938 году были представлены зампреду Совнаркома СССР А. И. Микояну. Летом 1939 года государственная квалификационная комиссия под председательством академика Б. Е. Веденеева рассмотрела и одобрила эти предложения, однако из-за войны строительство было отложено.
В проектировании ПЭС участвовали инженеры И. Н. Усачев, Н. Н. Нехорошев, С. Г. Гельфер, Л. С. Знайченко, гидролог М. Л. Моносов, Н. В. Павлихин и др. Строительство ПЭС было произведено передовым для того времени наплавным способом — железобетонное здание ПЭС габаритами 36 × 18,3 м и высотой 15,3 м было сооружено в строительном доке на мысе Притыка в Кольском заливе вблизи Мурманска (строительная организация «Севгидрострой», 1965—1967 гг.). В здании смонтированы основные агрегаты, а затем оно отбуксировано судами Северного флота к месту установки по морю и усажено на заранее подготовленное плоское подводное основание из песчано-гравийного грунта. В одном из водоводов ПЭС был смонтирован капсульный гидроагрегат  мощностью 0,4 МВт с диаметром рабочего колеса 3,3 м, созданный в 1963 году французской фирмой «Нейрпик». Частота вращения рабочего колеса составляла 69 об/мин., оно было соединено через мультипликатор с синхронным генератором, имеющим частоту вращения 600 об/мин. Этот гидроагрегат был демонтирован и заменён на новый в 2004 году. Второй водовод, предназначавшийся для гидроагрегата отечественной разработки, был оставлен пустым. В здании находится гидросиловое, механическое и электроэнергетическое оборудование, пункт управления, вентиляционное, дренажное и водопроводное хозяйство.
После пуска, состоявшегося 28 декабря 1968 года, ПЭС была передана на баланс «Колэнерго» и использовалась НИИЭС в качестве экспериментальной базы. В 1994 году, в связи со сложной экономической ситуацией, ПЭС была законсервирована; за время эксплуатации было выработано 8,018 млн кВт·ч электроэнергии.
В начале 2000-х годов руководством РАО «ЕЭС России» было принято решение о восстановлении Кислогубской ПЭС в качестве экспериментальной базы для отработки новых гидроагрегатов для приливных электростанций, а также технологий сооружения ПЭС. В конце 2004 года на станции был установлен новый ортогональный (т. е. с осью поперёк потока) гидроагрегат мощностью 0,2 МВт с диаметром рабочего колеса 2,5 м, изготовленный ФГУП «ПО Севмаш» (старый гидроагрегат при этом был демонтирован), станция была введена в эксплуатацию. В конце 2006 года к станции была подведена линия электропередачи напряжением 35 кВ. В ходе реформы электроэнергетики Кислогубская ПЭС перешла в собственность ОАО «ТГК-1», однако летом 2006 года была выкуплена ОАО «ГидроОГК» (ныне ОАО «РусГидро») и поставлена на баланс его дочернего общества ОАО «Малая Мезенская ПЭС».
5 мая 2006 года на «Севмаше» состоялась закладка нового экспериментального блока для Кислогубской ПЭС. В ноябре 2006 года металлический блок размерами 33 × 10 × 16 м был спущен на воду и в начале 2007 года отбуксирован по морю на Кислогубскую ПЭС, где и был установлен напротив второго водовода станции. Испытания новой ортогональной турбины мощностью 1,5 МВт прошли успешно и подтвердили проектные параметры. КПД энергоблока составляет 72%.
В 2021 году станция была продана ООО «Русское море — Аквакультура».

## Влияние на окружающую среду
Натурные испытания показали, что рыба и зоопланктон практически без повреждений проходят как через рабочее колесо капсульного гидроагрегата, так и через ортогональные турбины Кислогубской ПЭС. Наплавной способ сооружения ПЭС позволил снизить до минимума экологическую нагрузку на окружающую территорию в процессе строительства.
Тем не менее длительное перекрытие створа в ходе строительства плотины (водообмен с морем снизился до менее 6% от естественного) привело к опреснению отсечённой части залива и массовой гибели морской биоты в нём. Поверхностные воды из-за опреснения начали замерзать зимой, в котловинах появился сероводород. Экосистема Кислой губы начала восстанавливаться после запуска ПЭС в 1968 году и возобновления относительно нормального водообмена (20% от естественного) с Ура-губой, однако в 1974 году станция перешла на 2- и 1-сменный режимы работы вместо проектного 3-сменного и иногда останавливалась на несколько месяцев с перекрытыми водоводами, что вновь привело к снижению водообмена (2—3% от естественного) и замору биоты в бассейне ПЭС. В 1983 году станция вошла в режим работы, близкий к проектному, что благотворно сказалось на водообмене (25—30%) и состоянии биоты. Во время консервации станции в 1990-х годах водоводы были открыты на холостой пропуск воды, водообмен увеличен до 30—50% от естественного, миграция морской фауны через водоводы была практически беспрепятственной, в заливе восстановились нормальные морские экосообщества. С 1983 года проводятся регулярные наблюдения за состоянием биоты в Кислой губе, с 1992 года — геоэкологический мониторинг.

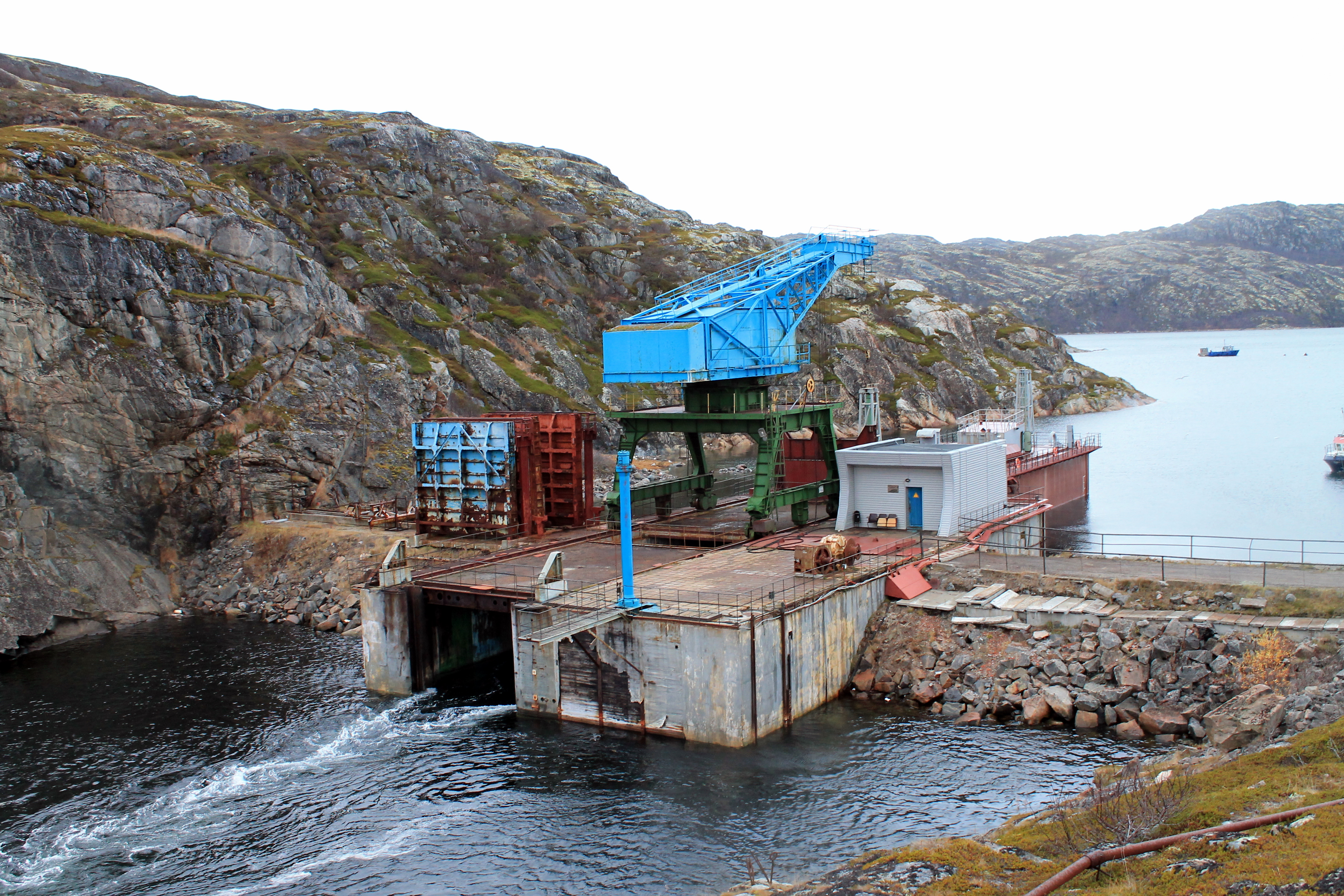
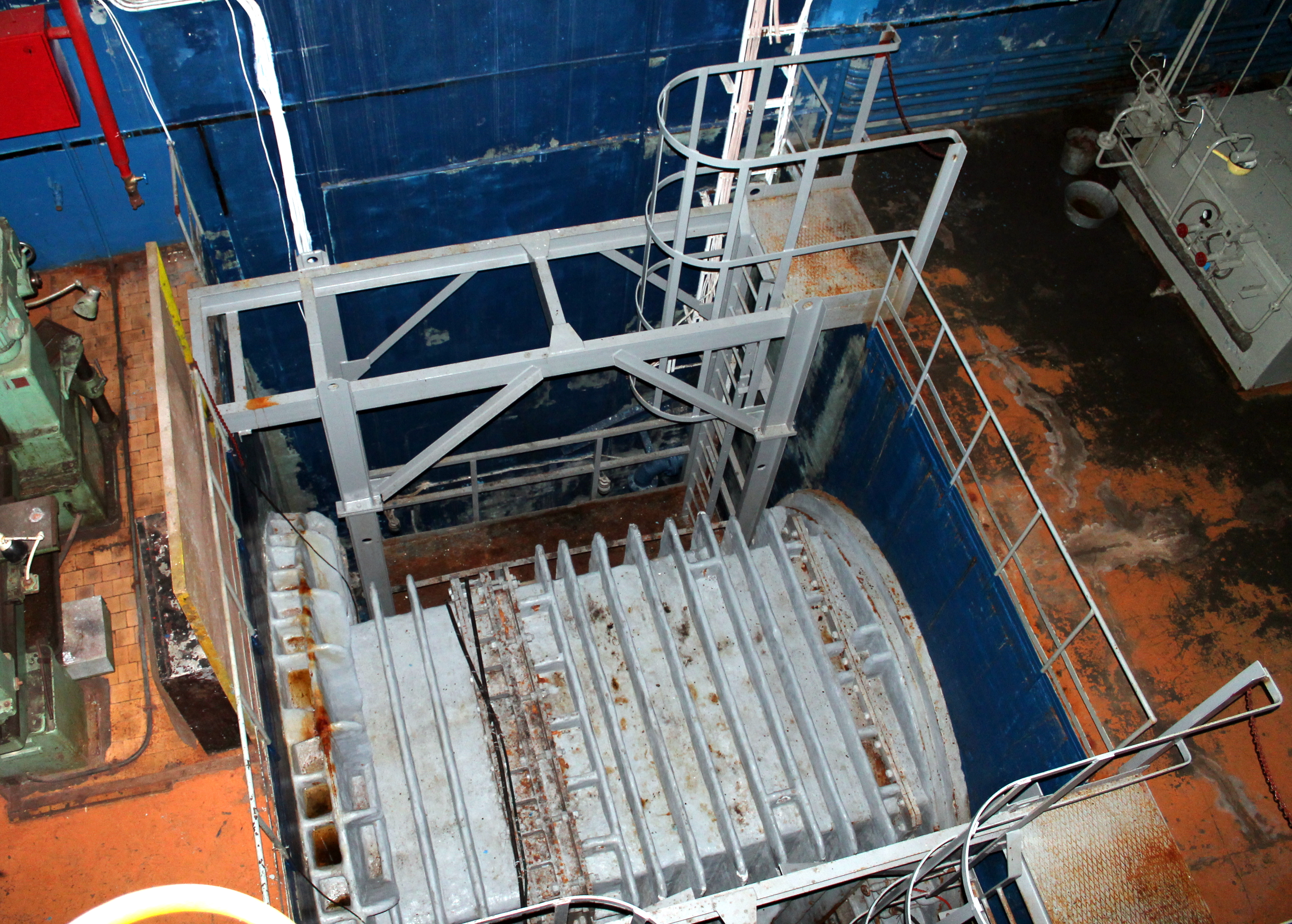
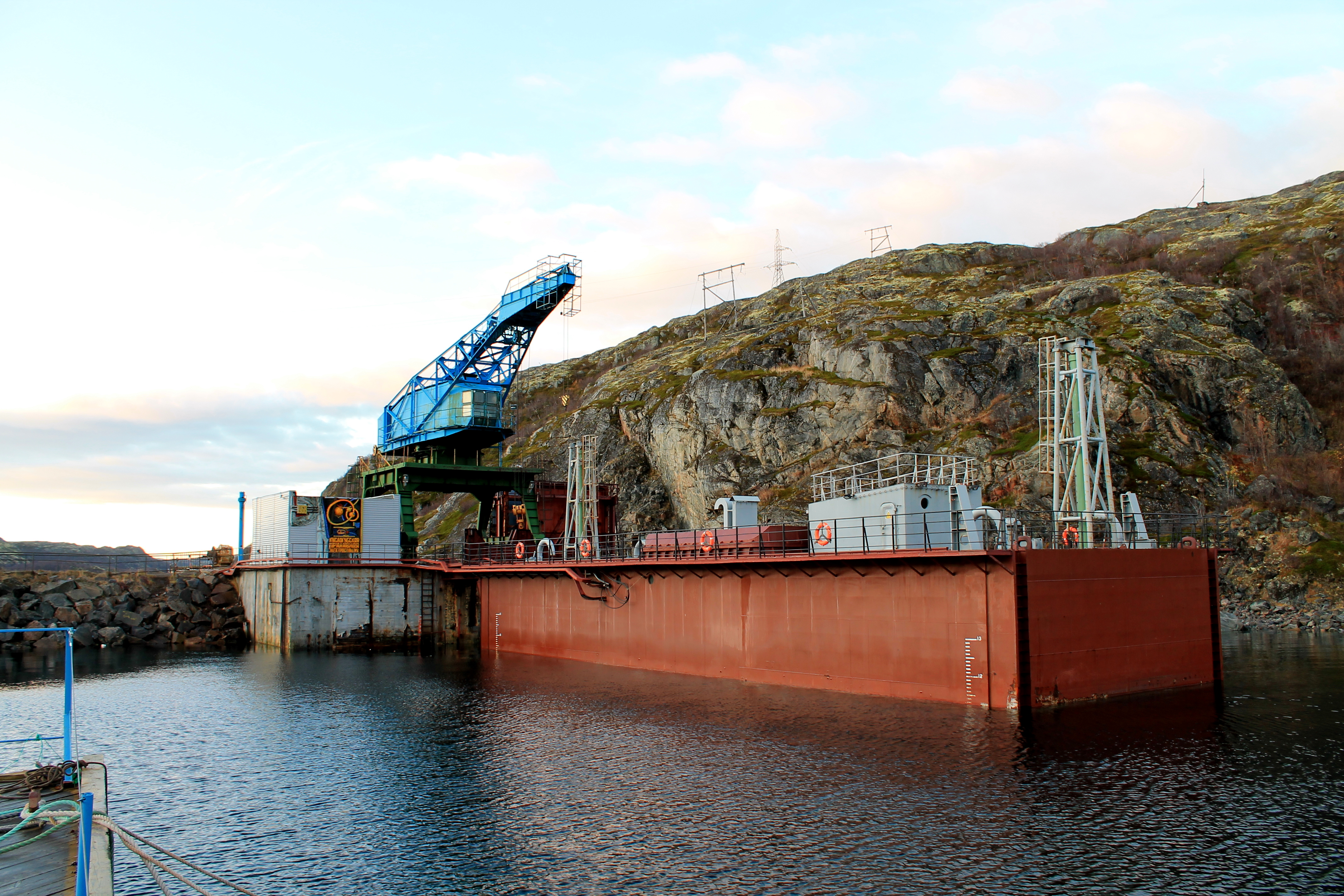
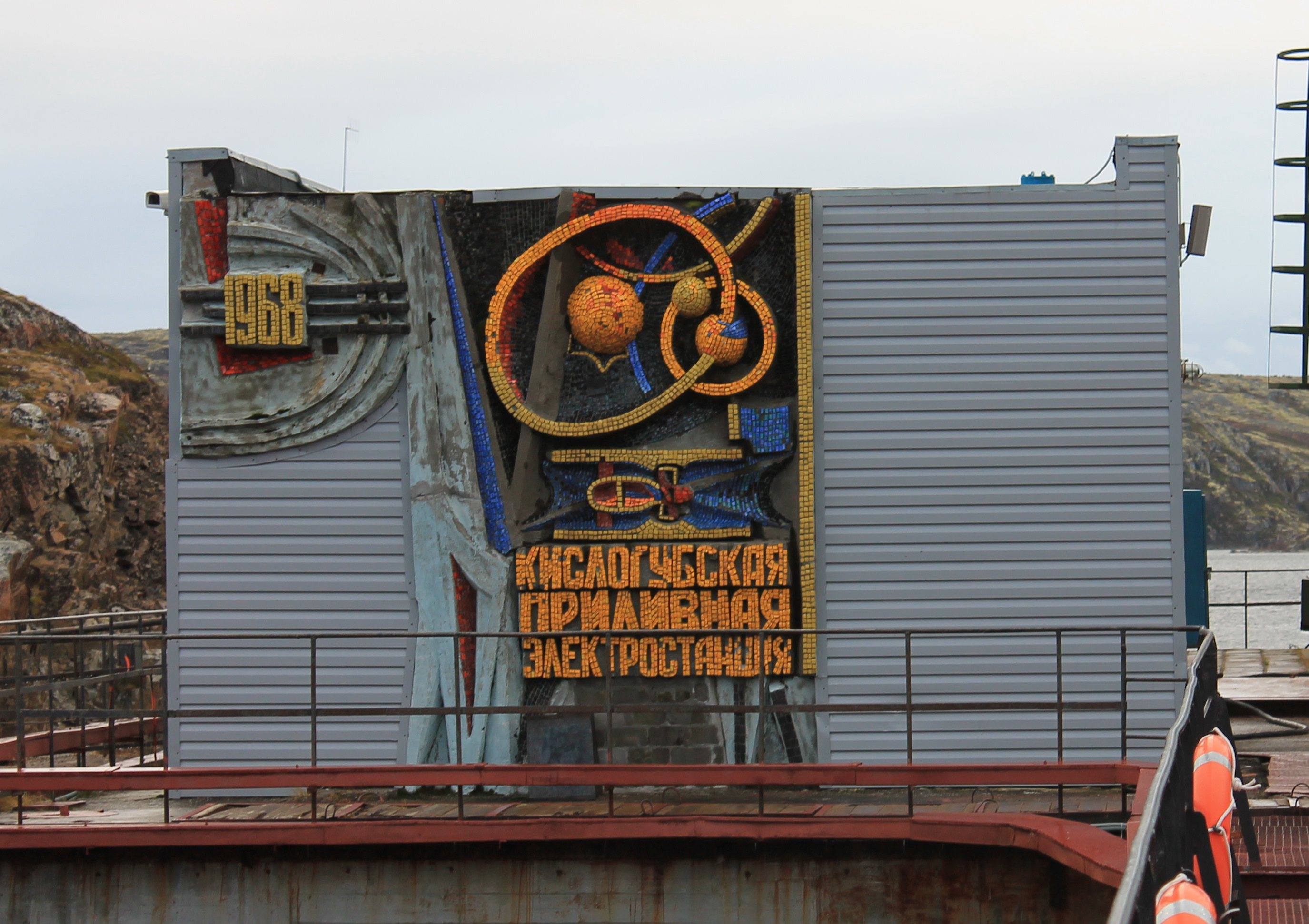
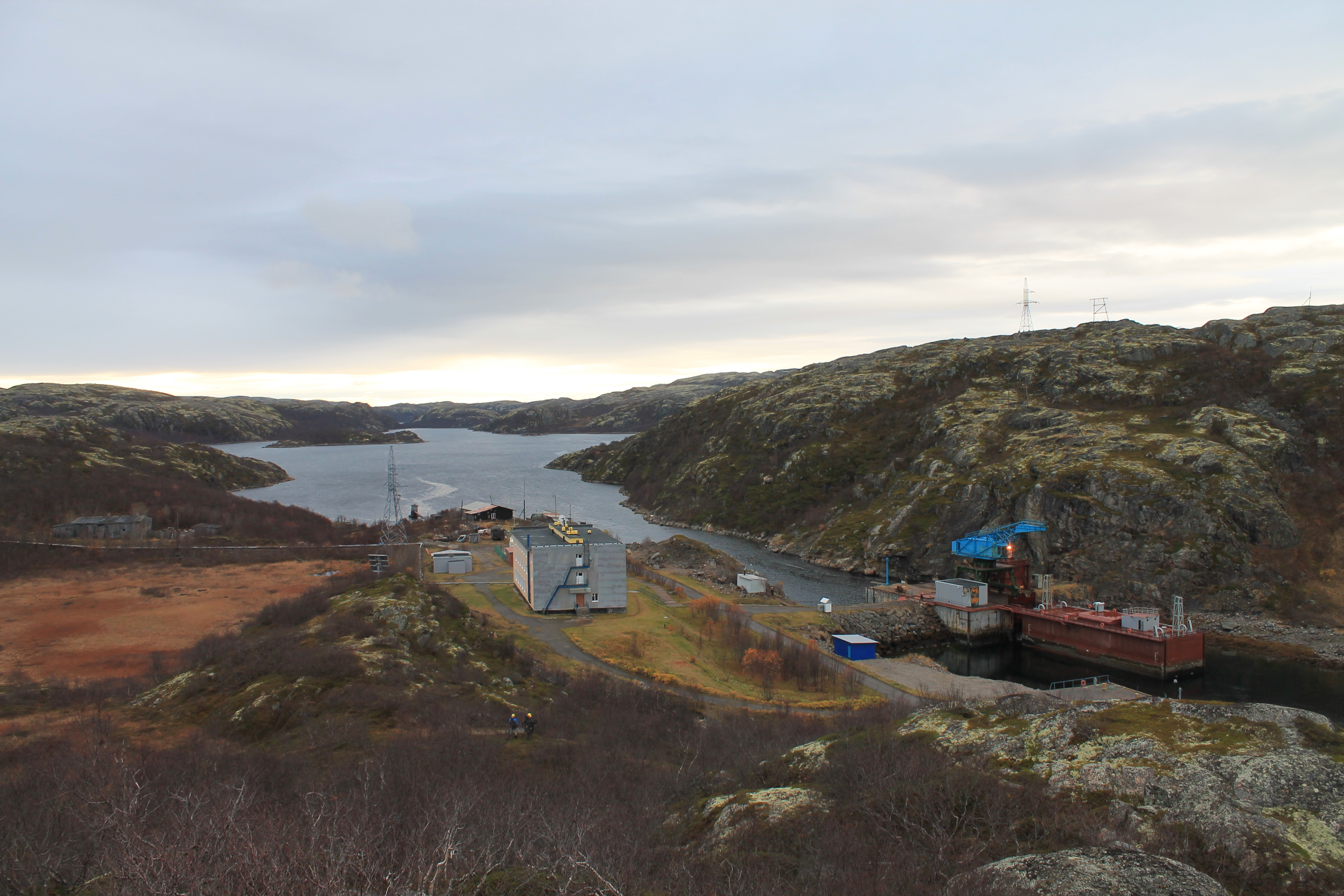
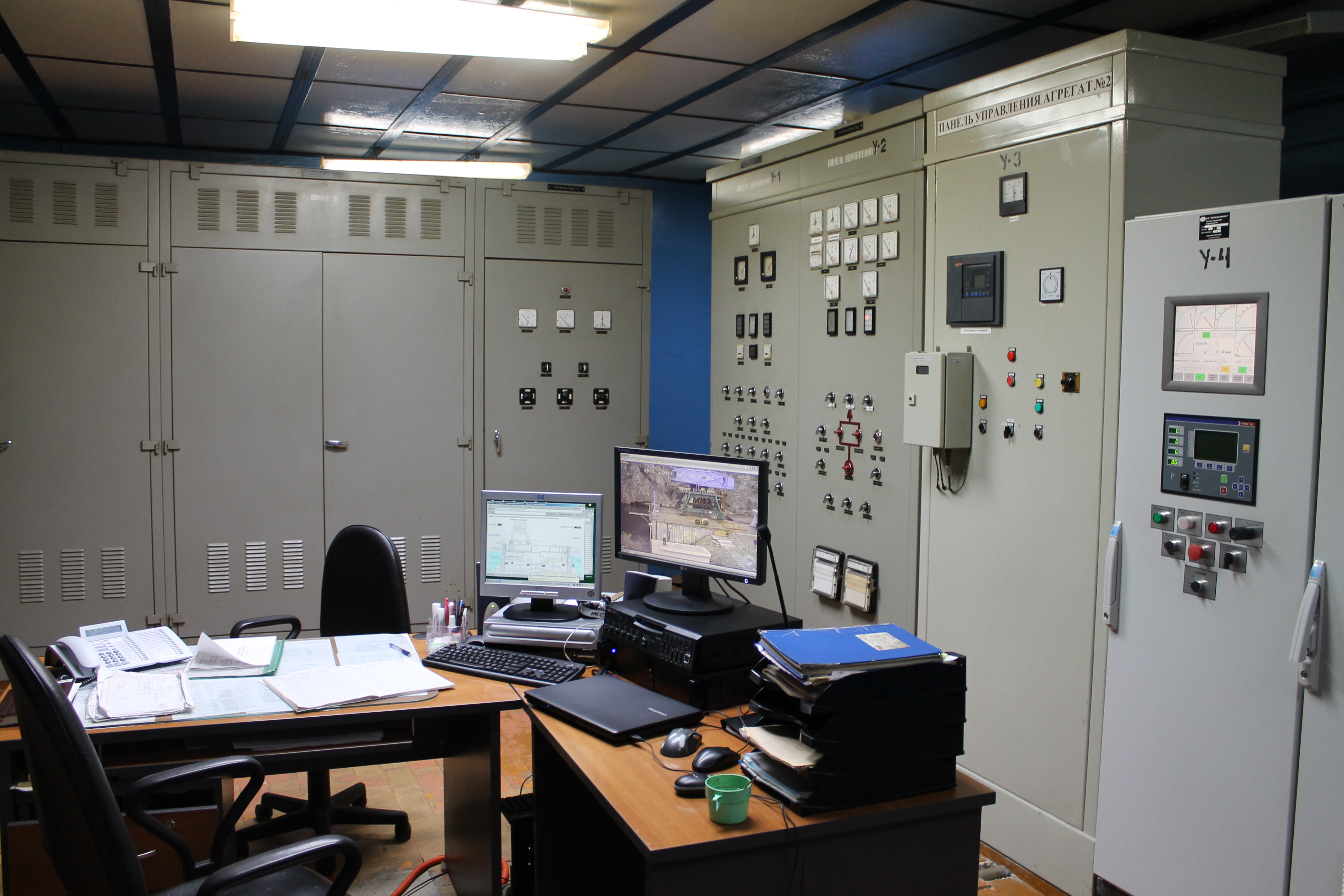
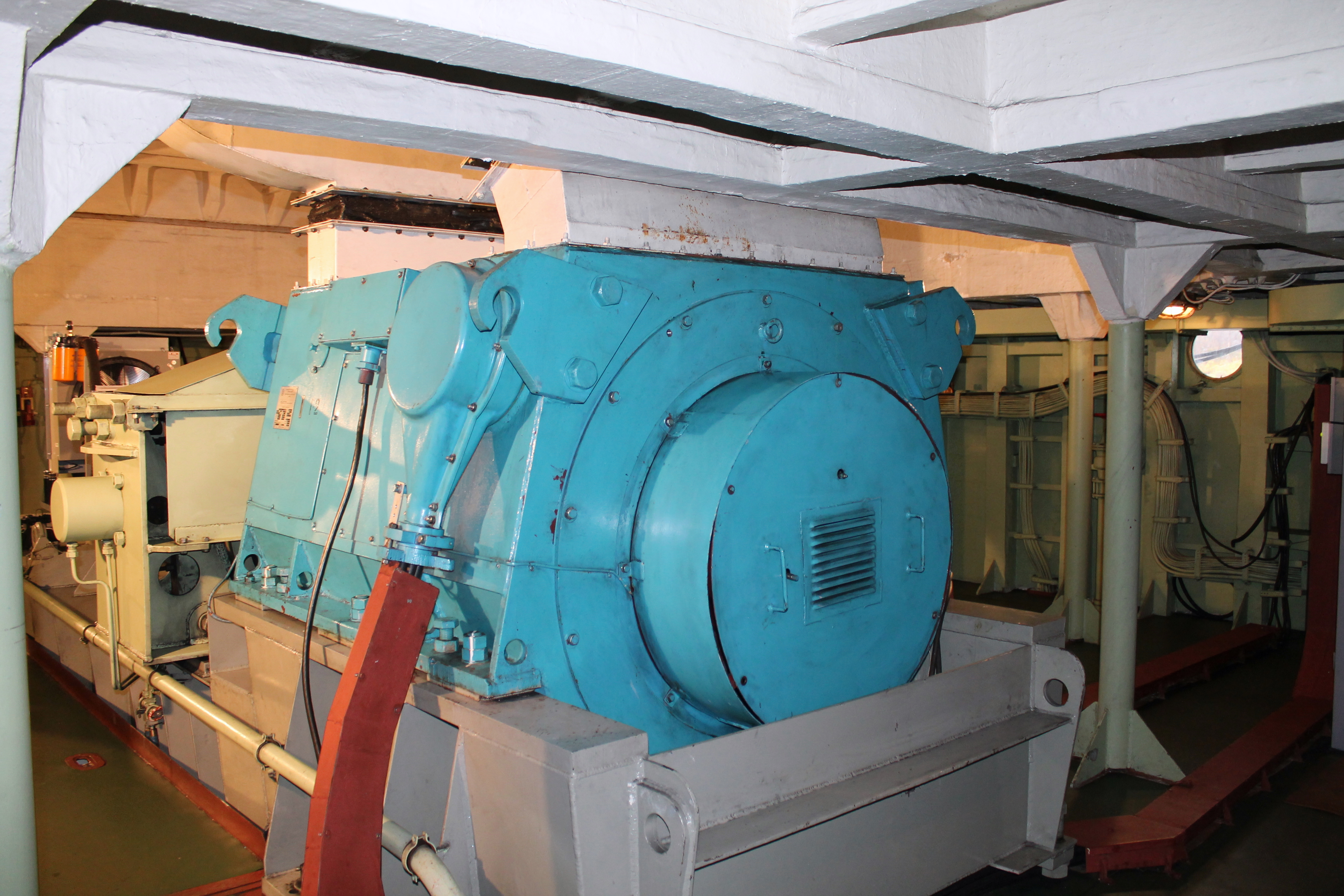
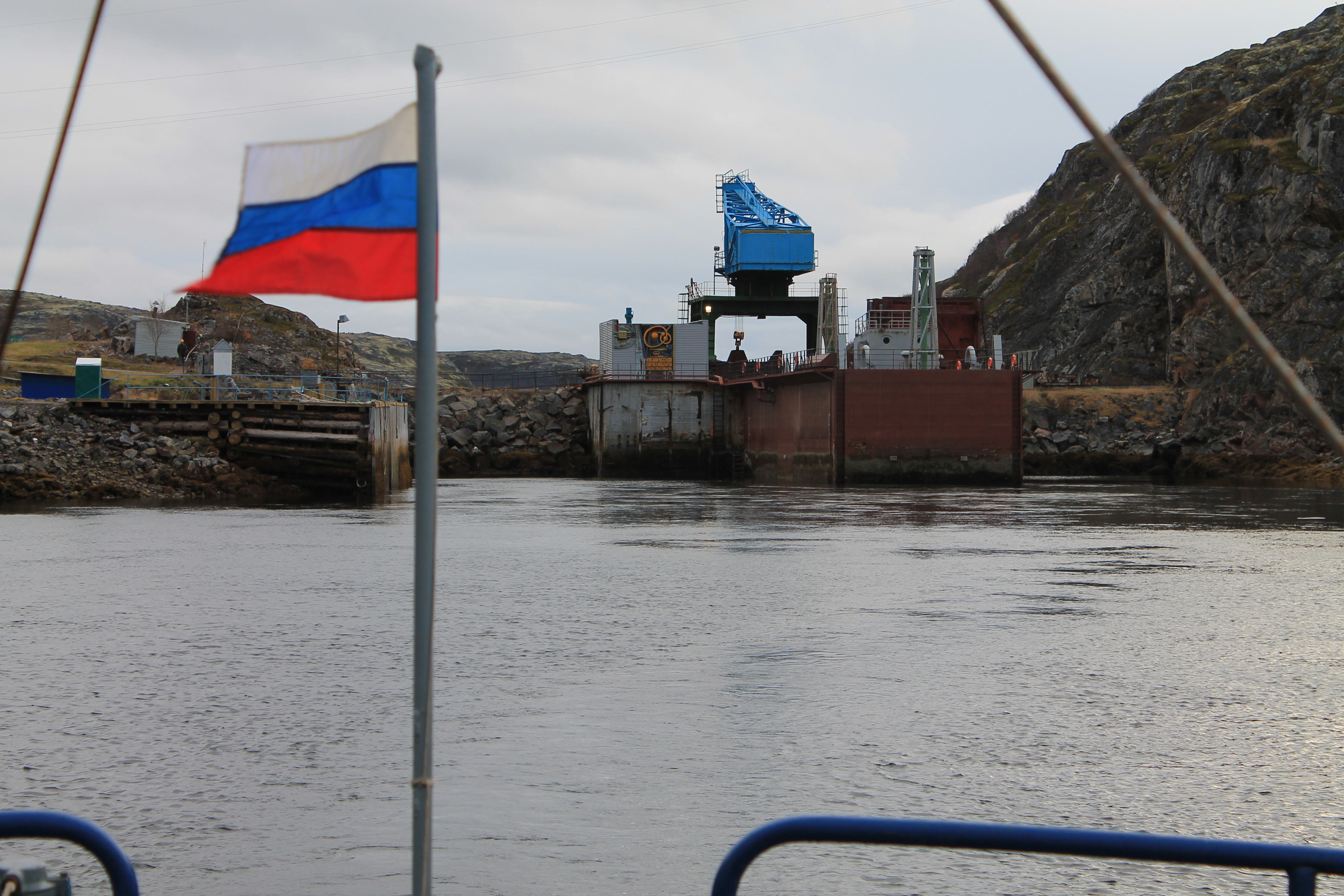